# یولیوس شاوب

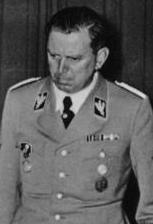
یک نظامی آلمانی

یولیوس شاوب (به آلمانی: Julius Schaub) (زاده ۲۰ اوت ۱۸۹۸، مرگ ۲۷ دسامبر ۱۹۶۷) یک نظامی آلمانی در دوره رایش سوم و اولین آجودان آدولف هیتلر بود.